# Прометон
Прометон — гербицид из группы метокситриазинов.

## Получение
Прометон синтезируется через реакцию пропазина с метанолом в присутствии гидроксида натрия или через реакцию пропазина с метоксидом натрия.

## Характеристики
Белое горючее кристаллическое вещество, которое очень плохо растворяется в воде.

## Использование
Используется против многолетних злаковых трав и широколиственных сорняков. Действует путём ингибирования фотосинтеза и влияет на уровне фотосистемы II, конкурируя за связывание с внешним пластохиноном. Прометон был впервые одобрен к применению в США в мае в 1959 года.

## Утверждение
Прометон не указан в списке разрешённых активных веществ средств защиты растений Евросоюза. В Германии, Австрии и Швейцарии прометон не используется.